# Ролин-ди-Мора

Ролин-ди-Мора на карте штата.

Ролин-ди-Мора (порт. Rolim de Moura) — муниципалитет в Бразилии, входит в штат Рондония. Составная часть мезорегиона Восток штата Рондония. Входит в экономико-статистический микрорегион Какоал. Население составляет 50 648 человек на 2010 год. Занимает площадь 1457,885 км². Плотность населения — 34,74 чел./км².
Праздник города —  5 августа.

## История
Город основан 5 августа 1983 года. 

## Демография
Согласно сведениям, собранным в ходе переписи 2010 г. Национальным институтом географии и статистики (IBGE), население муниципалитета составляет:
| Полное население                               | Полное население                               | Полное население                               | Полное население                               | 50 648 |
| ---------------------------------------------- | ---------------------------------------------- | ---------------------------------------------- | ---------------------------------------------- | ------ |
| в том числе:                                   | Городское население                            | 41 429                                         | Процент городского населения, %                | 81,80  |
|                                                | Сельское население                             | 9219                                           | Процент сельского населения, %                 | 18,20  |
|                                                | Мужское население                              | 25 170                                         | Процент мужского населения, %                  | 49,70  |
|                                                | Женское население                              | 25 478                                         | Процент женского населения, %                  | 50,30  |
| Плотность населения, чел/км²                   | Плотность населения, чел/км²                   | Плотность населения, чел/км²                   | Плотность населения, чел/км²                   | 34,74  |
| Население муниципалитета в % к населению штата | Население муниципалитета в % к населению штата | Население муниципалитета в % к населению штата | Население муниципалитета в % к населению штата | 3,24   |

По данным оценки 2015 года население муниципалитета составляет 56 242 жителя.

## Статистика
- Валовой внутренний продукт на 2003 год составляет 253 567 870,00 реалов (данные: Бразильский институт географии и статистики).
- Валовой внутренний продукт на душу населения на 2003 год составляет 5201,50 реалов (данные: Бразильский институт географии и статистики).
- Индекс развития человеческого потенциала на 2000 год составляет 0,753 (данные: Программа развития ООН).

## Важнейшие населенные пункты
| № | Населённый пункт | Населённый пункт (порт.) | Категория | Население чел. (2010) | На карте                        |
| - | ---------------- | ------------------------ | --------- | --------------------- | ------------------------------- |
| 1 | Ролин-ди-Мора    | Rolim de Moura           | город     | 41 429                | 11°43′28″ ю. ш. 61°46′44″ з. д. |
| 2 | Нова-Истрела     | Nova Estrela             | поселок   | 863                   | 11°43′35″ ю. ш. 61°33′01″ з. д. |